# Disque compact réinscriptible

Logo Compact Disc ReWritable.

Un disque compact réinscriptible (ou CD-RW, acronyme de Compact Disc ReWritable) est un disque compact qui permet l'écriture, l'effacement et la réécriture de données.

## Caractéristiques
Le disque compact réinscriptible est un disque sur lequel on peut écrire et réécrire jusqu'à 1 000 fois des données informatiques ou audio, cependant les fabricants garantissent souvent entre 1 000 et 2 000 écritures. Un CD-RW peut contenir environ 650 ou 700 mégaoctets de données, et ce pour un nombre presque illimité d'écritures, contrairement au CD-R.
Le Universal Disk Format dans sa version 1.5 décrit un système de fichiers qui permet une écriture aléatoire, mais son utilisation limite la taille utile du disque à environ 530 Mo.
Le CD-RW est apparu fin 1982.

## Technologie
La couche réfléchissante en aluminium des disques compacts standards pré-enregistrés est imprimée de manière permanente. Les disques CD-RW ont une couche d'enregistrement à changement de phase et une couche réfléchissante supplémentaire d'argent/aluminium. Un rayon laser peut faire fondre les cristaux dans la couche d'enregistrement et les mettre dans une phase amorphe non cristalline ou leur faire subir un lent recuit à une température plus basse jusqu'à ce qu'ils retrouvent un état cristallin. Les réflexions respectives des différentes aires les font apparaître en creux ou en bosses comme dans un CD standard.

## Lecteurs
Les lecteurs et média CD-RW sont plus chers que leurs homologues CD-R. Le CD-R est parfois considéré comme une meilleure technologie pour l'archivage, car les données ne peuvent être modifiées ou altérées de manière accidentelle, et encourage une meilleure politique de stockage. Les médias CD-RW ne peuvent être lus que sur des lecteurs CD fabriqués après 1997 à cause de leur réflectivité réduite (15 % contre 70 %).
La plupart des lecteurs CD-RW peuvent aussi écrire sur un médium CD-R, mais cette écriture est définitive. Mise à part la possibilité d'effacer complètement le contenu d'un disque, les CD-RW sont semblables aux CD-R et sont sujets aux mêmes restrictions ; c'est-à-dire qu'ils peuvent être étendus, mais pas réécrits de manière sélective, et doivent être « finalisés » avant de pouvoir être lus dans un lecteur normal de CD-ROM (ordre au logiciel de gravure de mettre sur le CD une information qui signifie qu'il n'y a plus de fichiers en attente de gravure). Une variation du formatage UDF permet aux CD-RW d'être lus et écrits de manière directe, mais limite la capacité à 500 Mo.

## Normes sur les vitesses de gravure
Les CD-Rom peuvent chacun être écrits à différentes vitesses ; de même chaque graveur a ses propres capacités en ce qui concerne les vitesses d'écriture. Pour pouvoir graver un CD-RW, les vitesses de ce CD-RW doivent correspondre à celles du graveur.
Des normes ont été créées afin de pouvoir facilement distinguer les capacités de chacun :
| Norme        | Vitesse   |
| ------------ | --------- |
| (Original)   | 1x - 4x   |
| High Speed   | 8x - 12x  |
| Ultra Speed  | 16x - 24x |
| Ultra Speed+ | 32x       |

Généralement, le standard est indiqué sur la face non-inscriptible du CD-RW ainsi que sur le tiroir situé sur la face avant du graveur.